# Encholirium
Encholirium ist eine Pflanzengattung in der Unterfamilie Pitcairnioideae innerhalb der Familie Bromeliengewächse (Bromeliaceae). Die etwa 37 Arten kommen nur in Brasilien vor.

## Beschreibung

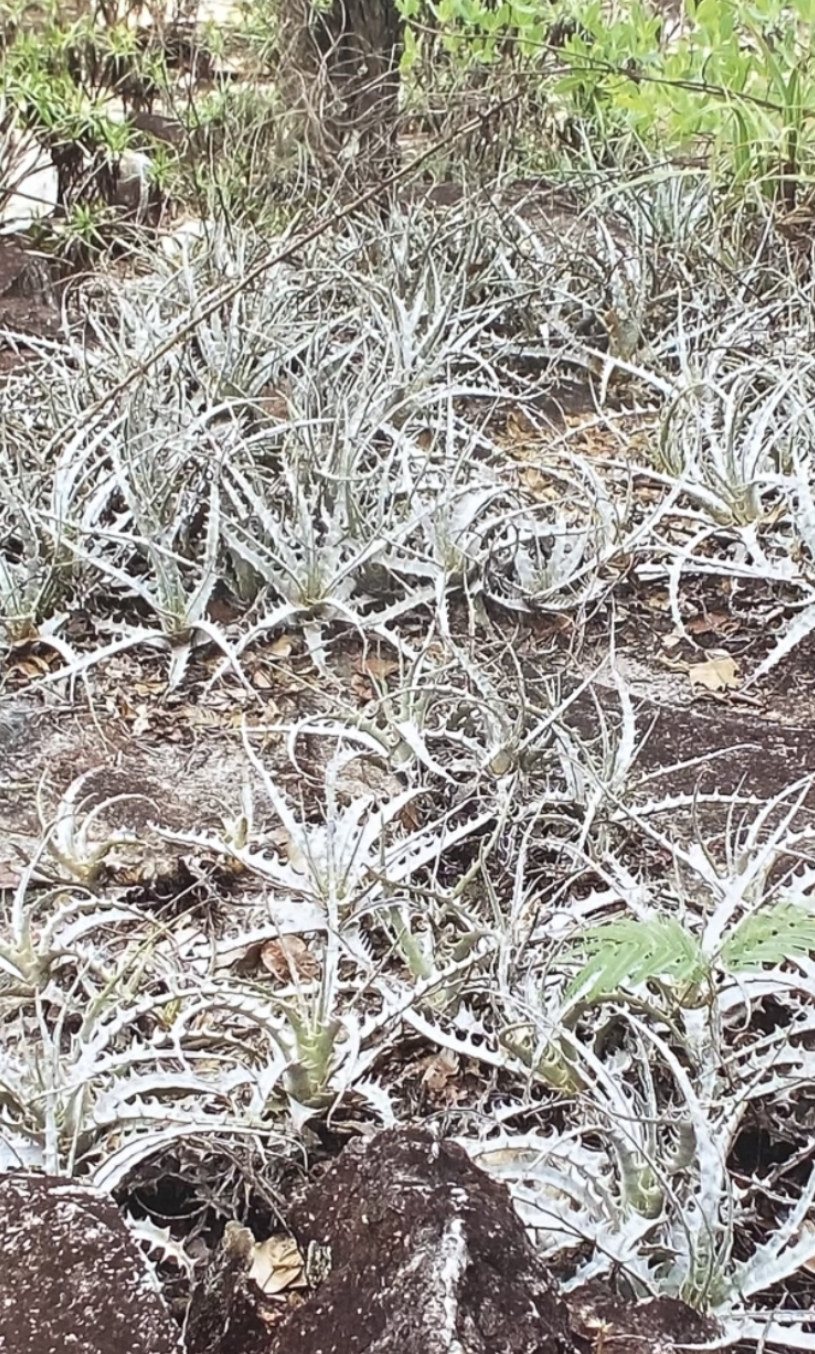
Typstandort von Encholirium nibertii

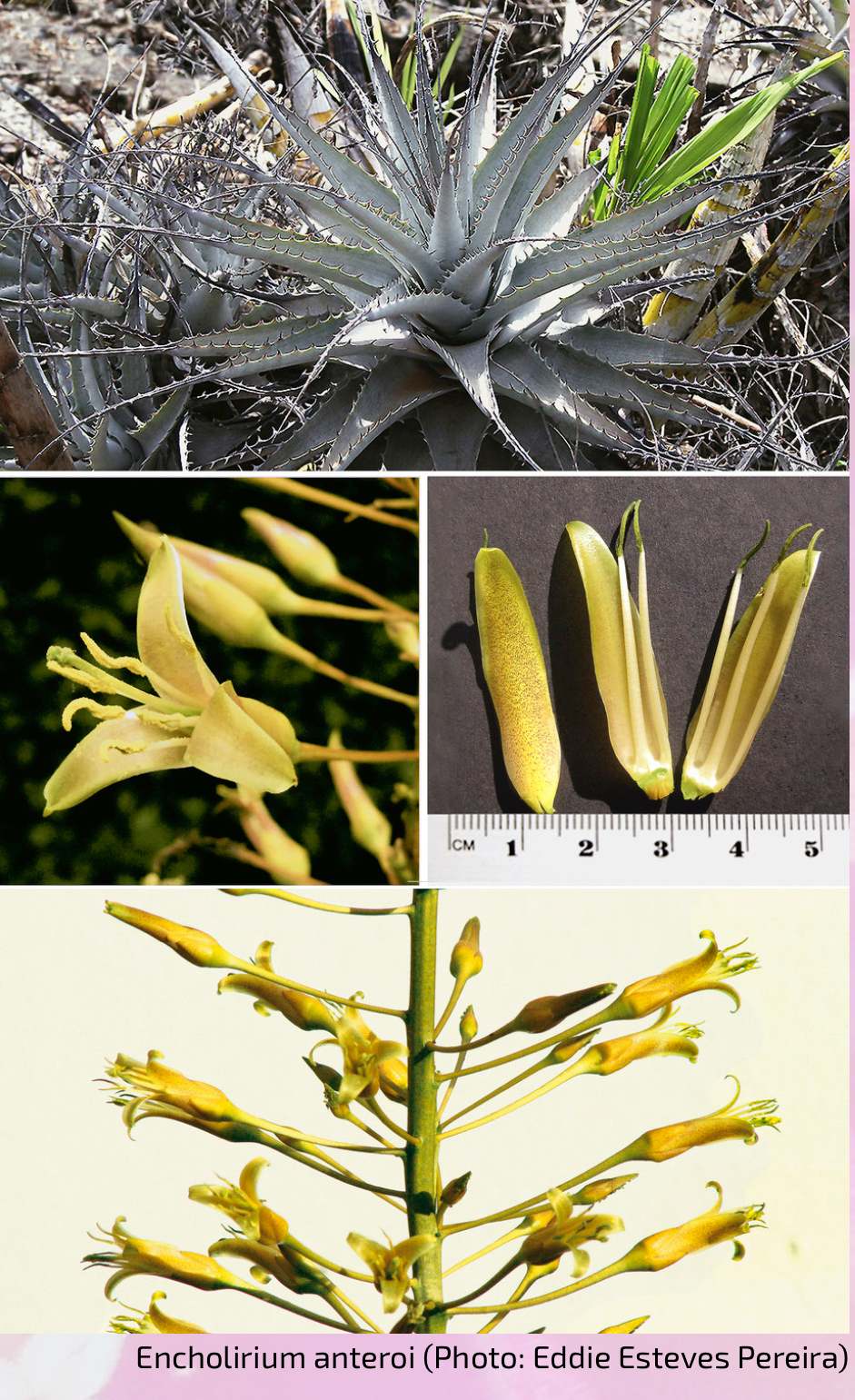
Habitus, Ausschnitte einer Blütenstandes und Blüten im Detail von Encholirium anteroi am Typstandort

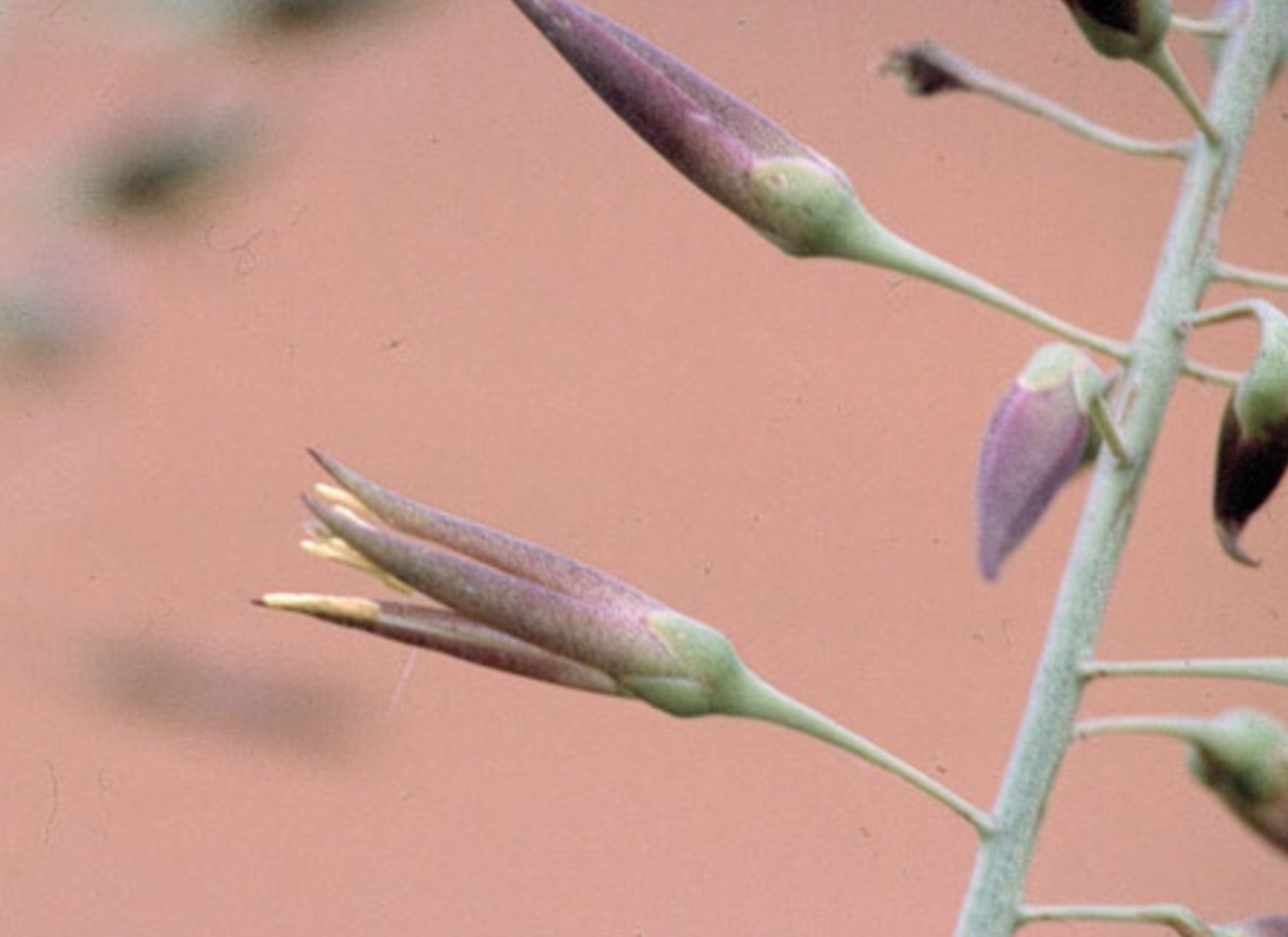
Ausschnitte eines Blütenstandes von Encholirium pierre-braunii am Typstandort 1999

### Erscheinungsbild und Blätter
Die Encholirium-Arten wachsen als ausdauernde krautige Pflanzen. Sie bilden kräftige, sprossbürtige Wurzeln. Sie wachsen stammlos oder kurzstämmig und sind durch seitliche Kindel horstbildend.
In einer dichten, ausgebreiteten, grundständigen Rosette stehen die Laubblätter zusammen. Die einfachen, relativ dicken Blattspreiten sind linealisch und laufen in eine scharfe Spitze aus. Die Blattränder sind sehr hart und dornig gesägt. Meist ist die Blattunterseite weiß beschuppt.

### Blütenstände und Blüten
Endständig wird ein sehr kräftiger Blütenstandsschaft gebildet. Die einfachen oder selten verzweigten, traubigen Blütenstände sind bis zu 2 Meter lang. Es sind Blütenstiele vorhanden.
Die zwittrigen Blüten sind radiärsymmetrisch und dreizählig mit doppelter Blütenhülle (Perianth). Es sind drei Kelchblätter vorhanden. Die drei Kronblätter sind gelb oder grünlich-gelb. Es sind zwei Kreise mit je drei fertilen Staubblättern vorhanden. Die Basis der Staubfäden ist nicht verwachsen, dies unterscheidet die Gattung Encholirium von der Gattung Dyckia. Drei Fruchtblätter sind zu einem oberständigen Fruchtknoten verwachsen. Der zylindrische, gerade Griffel endet in einer dreilappigen Narbe.

### Früchte und Samen
Die dreifächerigen Kapselfrüchte enthalten viele Samen. Die  geflügelten Samen sind keilförmigen und mit einem Hautrand versehen. 

### Stoffwechsel
Die  betreiben CAM-Photosynthese.

## Ökologie
Encholirium-Arten sind Xerophyten, die terrestrisch oder lithophytisch leben. 
Eine Besonderheit stellt die Beobachtung dar, dass Encholirium glaziovii, ein Synonym von Encholirium subsecundum, von einer Fledermaus-Art der Lonchophyllinae, Lonchophylla bokermanni bestäubt wird, auch von Encholirium vogelii wird eine Fledermausbestäubung auf Grund des Blütenbaues erwartet. Der überwiegende Teil der Arten in der Familie der Bromeliaceae wird durch Vögel bestäubt.
Die Samenausbreitung erfolgt durch den Wind.

## Systematik und Verbreitung
Die Erstveröffentlichung der Gattung Encholirium erfolgte 1830 mit der Typusart Encholirium spectabile Mart. ex Schult. & Schult. f. durch Carl Friedrich Philipp von Martius bei Joseph August Schultes und Julius Hermann Schultes in Johann Jacob Römer und Julius Hermann Schultes: Systema Vegetabilium, 7, 2, S. 1233. Der Gattungsname Encholirium leitet sich von den griechischen Wörtern enchos für Speer and leiron für Lilie ab. In einigen Veröffentlichungen steht die falsche, ungültige Schreibweise „Encholirion“.
Durch R. C. Forzza wurden 2005 einige bisherige Arten zu Synonymen meist von Encholirium spectabile Martius ex Schultes f. in Revisão taxonômica de Encholirium Mart. ex Schult. & Schult. f. (Pitcairnioideae - Bromeliaceae) in Boletim de botánica, Departamento de Botánica, Instituto de Biociencias, Universidade de São Paulo. São Paulo, Volume 23, Issue 1, S. 1–49. Nicht für alle diese Taxa sind alle Autoren gefolgt.
Encholirium bildet mit Deuterocohnia und Dyckia eine monophyletische Gruppe, sie gehen also auf einen gemeinsamen Vorfahren zurück. Sie gehören zur Unterfamilie Pitcairnioideae innerhalb der Familie Bromeliaceae.
Alle Encholirium-Arten kommen nur in Brasilien vor. Im Bundesstaat Minas Gerais sind die meisten Arten beheimatet. Sie gedeihen nur in sonnigen Bereichen zwischen Felsen in Höhenlagen von 15 bis zu 2000 Meter, meist jedoch 900 bis 1500 Meter.
| Es gehörten bis 2005 etwa 42, seit 2021 etwa 37 Arten in die Gattung Encholirium: |
| - Encholirium agavoides Forzza & Zappi: Sie wurde 2011 aus dem brasilianischen Bundesstaat Minas Gerais erstbeschrieben und gedeiht auf Felsen. - Encholirium anteroi P.J.Braun, Esteves & R.Esteves Pereira: Wurde 2020 aus dem nordöstlichen Teil des brasilianischen Bundesstaates Goias erstbeschrieben - Encholirium ascendens Leme: Diese 2010 erstbeschriebene Art gedeiht auf Felsen nur in Höhenlagen von etwa 715 Meter im brasilianischen Bundesstaat Minas Gerais vor. - Encholirium belemii L.B.Sm. & R.W.Read: Diese 1990 erstbeschriebene Art kommt nur im brasilianischen Bundesstaat Minas Gerais vor. - Encholirium biflorum (Mez) Forzza: Diese 2005 erstbeschriebene Art kommt nur im brasilianischen Bundesstaat Minas Gerais vor. - Encholirium brachypodum L.B.Sm. & R.W.Read: Sie bildet direkt auf blanken Felsen große Bestände, aber in kleinen Gebieten nur im brasilianischen Bundesstaat Minas Gerais. - Encholirium bracteatum P.J.Braun & Esteves: Sie wurde 2017 aus dem westlichen Teil des brasilianischen Bundesstaates Bahia beschrieben. - Encholirium bradeanum L.B.Sm.: Sie kommt nur im brasilianischen Bundesstaat Minas Gerais vor. - Encholirium ctenophyllum Forzza & Zappi: Diese 2011 erstbeschriebene Art kommt nur auf Felsen im brasilianischen Bundesstaat Minas Gerais vor. - Encholirium diamantinum Forzza: Diese 2012 erstbeschriebene Art kommt nur in Höhenlagen zwischen 810 und 1170 Meter im brasilianischen Bundesstaat Minas Gerais vor. - Encholirium disjunctum Forzza: Sie gedeiht einzeln oder in kleinen Gruppen in Höhenlagen von etwa 300 Metern nur im brasilianischen Bundesstaat Goiás. - Encholirium eddie-estevesii Leme & Forzza: Sie wurde 2002 aus dem brasilianischen Bundesstaat Goiás erstbeschrieben. Sie bildet große Bestände auf Kalkfelsen des „Parque Estadual de Terra Ronca“. - Encholirium erectiflorum L.B.Sm.: Sie gedeiht direkt auf Felsen in den brasilianischen Bundesstaaten Piauí sowie Ceará. - Encholirium fragae Forzza: Sie wurde 2015 aus dem brasilianischen Bundesstaat Bahia erstbeschrieben und gedeiht lithopytisch in Höhenlagen von etwa 580 Metern. - Encholirium gracile L.B.Sm.: Sie gedeiht mit vielen Exemplaren direkt auf dem Felsen in den brasilianischen Bundesstaaten Espirito Santo sowie Minas Gerais. - Encholirium heloisae (L.B.Sm.) Forzza & Wanderley (Syn.: Encholirium sazimae Rauh): Sie wurde 1989 aus dem brasilianischen Bundesstaat Minas Gerais erstbeschrieben. Sie gedeiht auf steinigen Böden über Sandstein. - Encholirium horridum L.B.Sm. (Syn.: Encholirium dyckioides M.B.Foster): Sie gedeiht auf Felsen nur im brasilianischen Bundesstaat Espírito Santo. - Encholirium irwinii L.B.Smith: Sie gedeiht auf felsigen Ufern von Fließgewässern in Höhenlagen von etwa 900 Metern nur im brasilianischen Bundesstaat Minas Gerais. - Encholirium josinoi-narcisae P.J.Braun & Esteves: Sie wurde 2018 aus dem nordöstlichen Teil des brasilianischen Bundesstaates Goias erstbeschrieben - Encholirium kranzianum Leme & Forzza: Sie wurde 2015 aus dem brasilianischen Bundesstaat Minas Gerais erstbeschrieben und gedeiht terrestrisch in Höhenlagen von etwa 720 Metern. - Encholirium longiflorum Leme: Sie gedeiht im Cerrado oder im Übergangsgebieten zur Caatinga in den brasilianischen Bundesstaaten Minas Gerais sowie Bahia. - Encholirium luxor L.B.Sm. & R.W.Read (Syn.: Encholirium piresianum L.B.Sm. & R.W.Read): Sie gedeiht direkt auf Felsen in den brasilianischen Bundesstaaten Goias, Minas Gerais sowie im Bundesdistrikt Distrito Federal do Brasil. - Encholirium lymanianum E.Pereira & Martinelli: Sie gedeiht auf Felsen nur im brasilianischen Bundesstaat Mato Grosso. - Encholirium magalhaesii L.B.Sm. (Syn.: Encholirium crassiscapum E.Gross, Encholirium suzannae Rauh): Sie gedeiht im sogenannten Campo, Cerrado und auf Felsenhängen in Höhenlagen von etwa 1350 Metern nur im brasilianischen Bundesstaat Minas Gerais. - Encholirium maximum Forzza & Leme: Sie wurde 2002 aus dem brasilianischen Bundesstaat Bahia erstbeschrieben. Sie gedeiht immer direkt auf Felsen. - Encholirium nibertii P.J.Braun & Gastaldi: Wurde 2021 aus der Serra do Cabral im brasilianischen Bundesstaates Minas Gerais erstbeschrieben - Encholirium pedicellatum (Mez) Rauh: Sie gedeiht in felsigen Gebieten, bevorzugt auf Böden über Sandstein nur im brasilianischen Bundesstaat Minas Gerais. - Encholirium pernambucanum L.B.Sm. & Read: Sie wurde 1990 aus dem brasilianischen Bundesstaat Pernambuco erstbeschrieben. - Encholirium pierre-braunii Esteves: Sie wurde 2017 aus dem westlichen Teil des brasilianischen Bundesstaates Bahia erstbeschrieben - Encholirium pulchrum Forzza, Leme & O.B.C.Ribeiro: Diese 2012 erstbeschriebene Art kommt nur in Höhenlagen von etwa 830 Metern im brasilianischen Bundesstaat Minas Gerais vor. - Encholirium reflexum Forzza & Wanderley: Sie wurde 2001 aus dem brasilianischen Bundesstaat Minas Gerais erstbeschrieben. Sie wurde bisher nur im Bergbaugebiet von Cadeia do Espinhaco und gedeiht in Beständen immer direkt auf Felsen. - Encholirium scrutor (L.B.Sm.) Rauh (Syn.: Encholirium carmineoviridiflorum Rauh, Encholirium inerme Rauh): Sie gedeiht meist in dichten Beständen in felsigen Gebieten, auf Böden über Sandstein nur im brasilianischen Bundesstaat Minas Gerais. - Encholirium subsecundum (Baker) Mez (Syn.: Encholirium subsecundum sensu L.B.Sm., Encholirion glaziovii Mez, Encholirium glaziovii Mez): Sie gedeiht direkt auf Felsen oder auf felsigen Untergrund in Höhenlagen von etwa 1000 Metern nur im brasilianischen Bundesstaat Minas Gerais. - Encholirium spectabile Martius ex Schultes f. (Syn.: Encholirium bahianum L.B.Sm. & R.W.Read, Encholirium densiflorum Ule, Encholirium harleyi L.B.Sm. & R.W.Read, Encholirium hoehneanum L.B.Sm., Encholirium lutzii L.B.Sm., Encholirium paraibae L.B.Sm. & R.W.Read, Encholirium patens L.B.Sm., Encholirium rupestre Ule): Sie gedeiht auf Felsen in Nordost-Brasilien. Der Typstandort Ilha do Fogo konnte 2018 nach fast zwei Jahrhunderten erneut aufgesucht werden. - Encholirium splendidum Forzza: Sie wurde 2015 aus dem brasilianischen Bundesstaat Bahia erstbeschrieben und gedeih lithopytisch in Höhenlagen von etwa 470 Metern. - Encholirium subsecundum (Baker) Mez non L.B.Sm.: Sie gedeiht auf Felsen in Höhenlagen von 1200 bis 1400 Metern nur im brasilianischen Bundesstaat Minas Gerais. - Encholirium viride P.J.Braun & Esteves: Sie wurde 2017 aus dem nordwestlichen Teil des brasilianischen Bundesstaat Minas Gerais erstbeschrieben. - Encholirium viridicentrum Leme & O.B.C.Ribeiro: Sie wurde 2014 aus dem brasilianischen Bundesstaat Minas Gerais erstbeschrieben. Sie gedeiht einzeln oder in Gruppen von wenigen bis einigen Exemplaren, die manchmal dichte Bestände bilden, direkt auf Felsen von Quarzit-Aufschlüssen in Höhenlagen von etwa 1280 Metern in der „Campos Rupestres“-Vegetation. - Encholirium vogelii Rauh: Sie gedeiht in Höhenlagen von etwa 1480 Metern nur im brasilianischen Bundesstaat Minas Gerais. |

### Ergänzende Literatur
- Marcelo Mattos Cavallari, Rafaela Campostrini Forzza, Elizabeth Ann Veasey, Maria Imaculada Zucchi, Giancarlo Conde Xavier Oliveira: Genetic Variation in Three Endangered Species of Encholirium (Bromeliaceae) from Cadeia do Espinhaço, Brazil, Setected using RAPD Markers. In: Biodiversity and Conservation, Volume 15, Number 14, 2006, S. 4357–4373. doi:10.1007/s10531-005-3741-5